# Dramarama
Dramarama is het tweede studioalbum van Agents of Mercy, de band rondom Sylvan en Stolt. Vernieuwend voor wat betreft muziek is het album niet, ze gaan verder op het ingeslagen pad richting de beginjaren ’70-muziek van Genesis. Stolt is er een liefhebber van en Sylvan heeft een stem die het midden houdt tussen Peter Gabriel en Phil Collins. Het album is opgenomen in de Vaispeed Studio te Zweden met aanvullende opnamen in de privéstudios van de musici. In tegenstelling tot hun vorige album, is dit album "live" opgenomen, dus alle musici waren aanwezig in de studio (in plaats van het heen en weer zenden van muziekbestanden).

## Musici
- Nad Sylvan – zang, toetsinstrumenten
- Roine Stolt – gitaar, zang en aanvullende toetsinstrumenten
- Lalle Larsson – toetsinstrumenten
- Jonas Reingold – basgitaar
- Walle Wahlgren – slagwerk, percussie

## Muziek
Cinnamon Tree was origineel bedoeld als inzending voor het Eurovisiesongfestival 2005, maar werd toen niet gespeeld.

| Nr. | Titel                                      | Duur |
| --- | ------------------------------------------ | ---- |
| 1.  | The duke of sadness (Stolt)                | 9:16 |
| 2.  | Last few grains of hope (Stolt)            | 7:03 |
| 3.  | Peace united (Stolt)                       | 5:46 |
| 4.  | Journey (Stolt)                            | 7:40 |
| 5.  | Gratitude (Stolt)                          | 6;23 |
| 6.  | Meet Johnnie Walker (Sylvan)               | 5:28 |
| 7.  | Cinnamon Tree (Sylvan)                     | 3:15 |
| 8.  | The ballad of Mary Chilton (Stolt, Sylvan) | 4:31 |
| 9.  | Roger the tailor (Stolt, Sylvan)           | 4:36 |
| 10. | Conspiracy (Stolt)                         | 4:05 |
| 11. | We have been freed (Sylvan)                | 8:37 |
| 12. | Time (Stolt)                               | 5:06 |